# Melitaea orientalis
Melitaea orientalis är en fjärilsart som beskrevs av Herrich-Schäffer 1856. Melitaea orientalis ingår i släktet Melitaea och familjen praktfjärilar. Inga underarter finns listade i Catalogue of Life.